# Іванов Віктор Сергійович
Ві́ктор Сергі́йович Івано́в (рос. Виктор Сергеевич Иванов; 22 грудня 1924 — 24 березня 1994) — радянський військовик, в роки Другої світової війни — командир відділення розвідки 190-го гвардійського стрілецького полку 63-ї гвардійської стрілецької дивізії, гвардії старшина. Повний кавалер ордена Слави.

## Життєпис
Народився в місті Орєхово-Зуєво Московської області Росії в родині робітника. Росіянин. Закінчив 7 класів школи, працював токарем на заводі.
До лав РСЧА призваний у жовтні 1942 року. Учасник німецько-радянської війни з січня 1943 року. Воював на Ленінградському фронті.
Командир відділення автоматників 190-го гвардійського стрілецького полку 63-ї гвардійської стрілецької дивізії 2-ї ударної армії гвардії старший сержант В. С. Іванов зі своїми підлеглими в період з 11 по 13 лютого 1944 року в районі річки Мустаєгі поблизу населеного пункту Куузіку (Естонія) успішно відбивав атаки супротивника, знищивши при цьому 15 ворожих солдатів.
Командир відділення розвідки 190-го гвардійського стрілецького полку 63-ї гвардійської стрілецької дивізії 21-ї армії гвардії старший сержант В. С. Іванов під час ведення розвідки поблизу населеного пункту Катері (північніше Виборга), 28 червня 1944 року захопив у полон двох солдатів супротивника, ще кількох знищив.
Під час форсування річки Ембах (річка Емаїнги, Естонія) 17 вересня 1944 року, гвардії старшина В. С. Іванов одним з перших увірвався до опорного пункту ворога і разом з бійцями свого відділення знищив до 20 солдатів і офіцерів супротивника, ще п'ятьох полонив. У подальшому взяв участь у відбитті трьох контратак.
Учасник параду Перемоги 24 червня 1945 року на Червоній площі в Москві.
Демобілізований у 1945 році, повернувся до рідного міста. З 1948 року працював у карному розшуку Орєхово-Зуєвського МВВС. У 1955 році заочно закінчив будівельний технікум, у 1964 — заочну спеціальну юридичну школу міліції. Член КПРС з 1955 року. У 1983 році майор міліції В. С. Іванов вийшов у запас.
Похований на Малодубенському кладовищі міста Орєхово-Зуєво.

## Нагороди
Нагороджений двома орденами Вітчизняної війни 1-го ступеня (08.03.1945, 11.03.1985), орденами Вітчизняної війни 2-го ступеня (26.07.1943), Червоної Зірки (20.09.1943), Слави 1-го (24.03.1945), 2-го (27.07.1944) та 3-го (21.02.1944) ступенів і медалями, в тому числі й «За відвагу» (25.01.1944).